# Seznam držitelů literární Man Bookerovy ceny
Toto je seznam držitelů literární Man Bookerovy ceny, v němž je uveden užší výběr; držitelé jsou zlatě podbarveni a u děl, která vyšla v češtině, je uveden i český název.
V roce 1993 získal Salman Rushdie za své Děti půlnoci „Booker of Booker“, speciální cenu cenu pro nejlepší román, který v předchozích 25 letech získal Booker Prize.

## Seznam držitelů ceny
| Rok  | Autor                 | Originální název                            | Český název                               | Předseda               | Porota                                                                             |
| ---- | --------------------- | ------------------------------------------- | ----------------------------------------- | ---------------------- | ---------------------------------------------------------------------------------- |
| 1969 | P. H. Newby           | Something to Answer For                     |                                           | W. L. Webb             | - Rebecca Westová - Stephen Spender - Frank Kermode - David Farrer                 |
| 1969 | Barry England         | Figures in a Landscape                      |                                           | W. L. Webb             | - Rebecca Westová - Stephen Spender - Frank Kermode - David Farrer                 |
| 1969 | Nicholas Mosley       | Impossible Object                           |                                           | W. L. Webb             | - Rebecca Westová - Stephen Spender - Frank Kermode - David Farrer                 |
| 1969 | Iris Murdoch          | The Nice and the Good                       |                                           | W. L. Webb             | - Rebecca Westová - Stephen Spender - Frank Kermode - David Farrer                 |
| 1969 | Muriel Spark          | The Public Image                            |                                           | W. L. Webb             | - Rebecca Westová - Stephen Spender - Frank Kermode - David Farrer                 |
| 1969 | G. M. Williams        | From Scenes like These                      |                                           | W. L. Webb             | - Rebecca Westová - Stephen Spender - Frank Kermode - David Farrer                 |
| 1970 | Bernice Rubens        | The Elected Member                          |                                           | David Holloway         | - Rebecca Westová - Lady Antonia Fraser - Ross Higgins - Richard Hoggart           |
| 1970 | A. L. Barker          | John Brown's Body                           |                                           | David Holloway         | - Rebecca Westová - Lady Antonia Fraser - Ross Higgins - Richard Hoggart           |
| 1970 | Elizabeth Bowen       | Eva Trout                                   |                                           | David Holloway         | - Rebecca Westová - Lady Antonia Fraser - Ross Higgins - Richard Hoggart           |
| 1970 | Iris Murdoch          | Bruno's Dream                               |                                           | David Holloway         | - Rebecca Westová - Lady Antonia Fraser - Ross Higgins - Richard Hoggart           |
| 1970 | William Trevor        | Mrs Eckdorf in O'Neill's Hotel              |                                           | David Holloway         | - Rebecca Westová - Lady Antonia Fraser - Ross Higgins - Richard Hoggart           |
| 1970 | T. W. Wheeler         | The Conjunction                             |                                           | David Holloway         | - Rebecca Westová - Lady Antonia Fraser - Ross Higgins - Richard Hoggart           |
| 1970 | J. G. Farrell         | Troubles                                    | Nepokoje                                  | není známo             | - Rachel Cooke - Katie Derham - Tobias Hill                                        |
| 1970 | Nina Bawden           | The Birds on the Trees                      |                                           | není známo             | - Rachel Cooke - Katie Derham - Tobias Hill                                        |
| 1970 | Shirley Hazzard       | The Bay of Noon                             |                                           | není známo             | - Rachel Cooke - Katie Derham - Tobias Hill                                        |
| 1970 | Mary Renault          | Fire From Heaven                            | Oheň z nebes                              | není známo             | - Rachel Cooke - Katie Derham - Tobias Hill                                        |
| 1970 | Muriel Spark          | The Driver's Seat                           |                                           | není známo             | - Rachel Cooke - Katie Derham - Tobias Hill                                        |
| 1970 | Patrick White         | The Vivisector                              |                                           | není známo             | - Rachel Cooke - Katie Derham - Tobias Hill                                        |
| 1971 | V. S. Naipaul         | In a Free State                             |                                           | John Gross             | - Saul Bellow - John Fowles - Lady Antonia Fraser - Philip Toynbee                 |
| 1971 | Thomas Kilroy         | The Big Chapel                              |                                           | John Gross             | - Saul Bellow - John Fowles - Lady Antonia Fraser - Philip Toynbee                 |
| 1971 | Doris Lessing         | Briefing for a Descent into Hell            |                                           | John Gross             | - Saul Bellow - John Fowles - Lady Antonia Fraser - Philip Toynbee                 |
| 1971 | Mordecai Richler      | St Urbain's Horseman                        | Jezdec z ulice sv. Urbana                 | John Gross             | - Saul Bellow - John Fowles - Lady Antonia Fraser - Philip Toynbee                 |
| 1971 | Derek Robinson        | Goshawk Squadron                            |                                           | John Gross             | - Saul Bellow - John Fowles - Lady Antonia Fraser - Philip Toynbee                 |
| 1971 | Elizabeth Taylor      | Mrs. Palfrey at the Claremont               |                                           | John Gross             | - Saul Bellow - John Fowles - Lady Antonia Fraser - Philip Toynbee                 |
| 1972 | John Berger           | G.                                          | G.                                        | Cyril Connolly         | - George Steiner - Elizabeth Bowen                                                 |
| 1972 | Susan Hill            | The Bird of Night                           |                                           | Cyril Connolly         | - George Steiner - Elizabeth Bowen                                                 |
| 1972 | Thomas Keneally       | The Chant of Jimmie Blacksmith              | Balada o Jimmiem Blacksmithovi            | Cyril Connolly         | - George Steiner - Elizabeth Bowen                                                 |
| 1972 | David Storey          | Pasmore                                     |                                           | Cyril Connolly         | - George Steiner - Elizabeth Bowen                                                 |
| 1973 | J. G. Farrell         | The Siege of Krishnapur                     | Obléhání Krišnapuru                       | Karl Miller            | - Edna O'Brien - Mary McCarthy                                                     |
| 1973 | Beryl Bainbridgeová   | The Dressmaker                              |                                           | Karl Miller            | - Edna O'Brien - Mary McCarthy                                                     |
| 1973 | Elizabeth Mavor       | The Green Equinox                           |                                           | Karl Miller            | - Edna O'Brien - Mary McCarthy                                                     |
| 1973 | Iris Murdoch          | The Black Prince                            | Černý Princ                               | Karl Miller            | - Edna O'Brien - Mary McCarthy                                                     |
| 1974 | Nadine Gordimer       | The Conservationist                         | Status quo                                | Ion Trewin             | - A. S. Byatt - Elizabeth Jane Howard                                              |
| 1974 | Stanley Middleton     | Holiday                                     |                                           | Ion Trewin             | - A. S. Byatt - Elizabeth Jane Howard                                              |
| 1974 | Kingsley Amis         | Ending Up                                   | Konečná                                   | Ion Trewin             | - A. S. Byatt - Elizabeth Jane Howard                                              |
| 1974 | Beryl Bainbridgeová   | The Bottle Factory Outing                   | Podnikový výlet                           | Ion Trewin             | - A. S. Byatt - Elizabeth Jane Howard                                              |
| 1974 | C. P. Snow            | In Their Wisdom                             | Cesty moudrosti                           | Ion Trewin             | - A. S. Byatt - Elizabeth Jane Howard                                              |
| 1975 | Ruth Prawer Jhabvala  | Heat and Dust                               |                                           | Angus Wilson           | - Peter Ackroyd - Susan Hill - Roy Fuller                                          |
| 1975 | Thomas Keneally       | Gossip from the Forest                      |                                           | Angus Wilson           | - Peter Ackroyd - Susan Hill - Roy Fuller                                          |
| 1976 | David Storey          | Saville                                     |                                           | Walter Allen           | - Mary Wilson - Francis King                                                       |
| 1976 | André Brink           | An Instant in the Wind                      | Okamžik ve větru                          | Walter Allen           | - Mary Wilson - Francis King                                                       |
| 1976 | R. C. Hutchinson      | Rising                                      |                                           | Walter Allen           | - Mary Wilson - Francis King                                                       |
| 1976 | Brian Moore           | The Doctor's Wife                           |                                           | Walter Allen           | - Mary Wilson - Francis King                                                       |
| 1976 | Julian Rathbone       | King Fisher Lives                           |                                           | Walter Allen           | - Mary Wilson - Francis King                                                       |
| 1976 | William Trevor        | The Children of Dynmouth                    | Děti z Dynmouthu                          | Walter Allen           | - Mary Wilson - Francis King                                                       |
| 1977 | Paul Scott            | Staying On                                  |                                           | Philip Larkin          | - Beryl Bainbridgeová - Brendon Gill - David Hughes - Robin Ray                    |
| 1977 | Paul Bailey           | Peter Smart's Confessions                   |                                           | Philip Larkin          | - Beryl Bainbridgeová - Brendon Gill - David Hughes - Robin Ray                    |
| 1977 | Caroline Blackwood    | Great Granny Webster                        |                                           | Philip Larkin          | - Beryl Bainbridgeová - Brendon Gill - David Hughes - Robin Ray                    |
| 1977 | Jennifer Johnston     | Shadows on our Skin                         | Stíny na kůži                             | Philip Larkin          | - Beryl Bainbridgeová - Brendon Gill - David Hughes - Robin Ray                    |
| 1977 | Penelope Lively       | The Road to Lichfield                       |                                           | Philip Larkin          | - Beryl Bainbridgeová - Brendon Gill - David Hughes - Robin Ray                    |
| 1977 | Barbara Pym           | Quartet in Autumn                           |                                           | Philip Larkin          | - Beryl Bainbridgeová - Brendon Gill - David Hughes - Robin Ray                    |
| 1978 | Iris Murdoch          | The Sea, the Sea                            |                                           | Sir Alfred Ayer        | - Derwent May - P. H. Newby - Angela Huth - Clare Boylan                           |
| 1978 | Kingsley Amis         | Jake's Thing                                | Jakeův problém                            | Sir Alfred Ayer        | - Derwent May - P. H. Newby - Angela Huth - Clare Boylan                           |
| 1978 | André Brink           | Rumours of Rain                             |                                           | Sir Alfred Ayer        | - Derwent May - P. H. Newby - Angela Huth - Clare Boylan                           |
| 1978 | Penelope Fitzgerald   | The Bookshop                                |                                           | Sir Alfred Ayer        | - Derwent May - P. H. Newby - Angela Huth - Clare Boylan                           |
| 1978 | Jane Gardam           | God on the Rocks                            |                                           | Sir Alfred Ayer        | - Derwent May - P. H. Newby - Angela Huth - Clare Boylan                           |
| 1978 | Bernice Rubens        | A Five-Year Sentence                        |                                           | Sir Alfred Ayer        | - Derwent May - P. H. Newby - Angela Huth - Clare Boylan                           |
| 1979 | Penelope Fitzgerald   | Offshore                                    | Na vodě                                   | Lord Asa Briggs        | - Benny Green - Michael Ratcliffe - Hilary Spurling - Paul Theroux                 |
| 1979 | Thomas Keneally       | Confederates                                |                                           | Lord Asa Briggs        | - Benny Green - Michael Ratcliffe - Hilary Spurling - Paul Theroux                 |
| 1979 | V. S. Naipaul         | A Bend in the River                         | V ohybu řeky                              | Lord Asa Briggs        | - Benny Green - Michael Ratcliffe - Hilary Spurling - Paul Theroux                 |
| 1979 | Julian Rathbone       | Joseph                                      |                                           | Lord Asa Briggs        | - Benny Green - Michael Ratcliffe - Hilary Spurling - Paul Theroux                 |
| 1979 | Fay Weldon            | Praxis                                      |                                           | Lord Asa Briggs        | - Benny Green - Michael Ratcliffe - Hilary Spurling - Paul Theroux                 |
| 1980 | William Golding       | Rites of Passage                            |                                           | David Daiches          | - Ronald Blythe - Margaret Foster - Claire Tomalin - Brian Wenham                  |
| 1980 | Anthony Burgess       | Earthly Powers                              |                                           | David Daiches          | - Ronald Blythe - Margaret Foster - Claire Tomalin - Brian Wenham                  |
| 1980 | Anita Desai           | Clear Light of Day                          |                                           | David Daiches          | - Ronald Blythe - Margaret Foster - Claire Tomalin - Brian Wenham                  |
| 1980 | Alice Munro           | The Beggar Maid                             |                                           | David Daiches          | - Ronald Blythe - Margaret Foster - Claire Tomalin - Brian Wenham                  |
| 1980 | Julia O'Faolain       | No Country for Young Men                    |                                           | David Daiches          | - Ronald Blythe - Margaret Foster - Claire Tomalin - Brian Wenham                  |
| 1980 | Barry Unsworth        | Pascali's Island                            |                                           | David Daiches          | - Ronald Blythe - Margaret Foster - Claire Tomalin - Brian Wenham                  |
| 1980 | J. L. Carr            | A Month in the Country                      | Měsíc na venkově                          | David Daiches          | - Ronald Blythe - Margaret Foster - Claire Tomalin - Brian Wenham                  |
| 1981 | Salman Rushdie        | Midnight's Children                         | Děti půlnoci                              | Malcolm Bradbury       | - Brian Aldiss - Joan Bakewell - Samuel Hynes - Hermione Lee                       |
| 1981 | Molly Keane           | Good Behaviour                              | Dobré vychování                           | Malcolm Bradbury       | - Brian Aldiss - Joan Bakewell - Samuel Hynes - Hermione Lee                       |
| 1981 | Doris Lessing         | The Sirian Experiments                      |                                           | Malcolm Bradbury       | - Brian Aldiss - Joan Bakewell - Samuel Hynes - Hermione Lee                       |
| 1981 | Ian McEwan            | The Comfort of Strangers                    | Cizinci ve městě                          | Malcolm Bradbury       | - Brian Aldiss - Joan Bakewell - Samuel Hynes - Hermione Lee                       |
| 1981 | Ann Schlee            | Rhine Journey                               |                                           | Malcolm Bradbury       | - Brian Aldiss - Joan Bakewell - Samuel Hynes - Hermione Lee                       |
| 1981 | Muriel Spark          | Loitering with Intent                       |                                           | Malcolm Bradbury       | - Brian Aldiss - Joan Bakewell - Samuel Hynes - Hermione Lee                       |
| 1981 | D. M. Thomas          | The White Hotel                             |                                           | Malcolm Bradbury       | - Brian Aldiss - Joan Bakewell - Samuel Hynes - Hermione Lee                       |
| 1982 | Thomas Keneally       | Schindler's Ark                             | Schindlerův seznam                        | John Carey             | - Paul Bailey - Frank Delaney - Janet Morgan - Lorna Sage                          |
| 1982 | John Arden            | Silence Among the Weapons                   |                                           | John Carey             | - Paul Bailey - Frank Delaney - Janet Morgan - Lorna Sage                          |
| 1982 | William Boyd          | An Ice-Cream War                            | Zmrzlinová válka                          | John Carey             | - Paul Bailey - Frank Delaney - Janet Morgan - Lorna Sage                          |
| 1982 | Lawrence Durrell      | Constance or Solitary Practices             |                                           | John Carey             | - Paul Bailey - Frank Delaney - Janet Morgan - Lorna Sage                          |
| 1982 | Alice Thomas Ellis    | The 27th Kingdom                            |                                           | John Carey             | - Paul Bailey - Frank Delaney - Janet Morgan - Lorna Sage                          |
| 1982 | Timothy Mo            | Sour Sweet                                  |                                           | John Carey             | - Paul Bailey - Frank Delaney - Janet Morgan - Lorna Sage                          |
| 1983 | J. M. Coetzee         | Life & Times of Michael K                   | Život a doba Michaela K.                  | Fay Weldon             | - Angela Carter - Terence Kilmartin - Peter Porter - Libby Purves                  |
| 1983 | Malcolm Bradbury      | Rates of Exchange                           |                                           | Fay Weldon             | - Angela Carter - Terence Kilmartin - Peter Porter - Libby Purves                  |
| 1983 | John Fuller           | Flying to Nowhere                           |                                           | Fay Weldon             | - Angela Carter - Terence Kilmartin - Peter Porter - Libby Purves                  |
| 1983 | Anita Mason           | The Illusionist                             |                                           | Fay Weldon             | - Angela Carter - Terence Kilmartin - Peter Porter - Libby Purves                  |
| 1983 | Salman Rushdie        | Shame                                       | Hanba                                     | Fay Weldon             | - Angela Carter - Terence Kilmartin - Peter Porter - Libby Purves                  |
| 1983 | Graham Swift          | Waterland                                   | Země vod                                  | Fay Weldon             | - Angela Carter - Terence Kilmartin - Peter Porter - Libby Purves                  |
| 1984 | Anita Brookner        | Hotel du Lac                                | Hotel u jezera                            | Richard Cobb           | - Anthony Curtis - Polly Devlin - John Fuller - Ted Rowlands                       |
| 1984 | J. G. Ballard         | Empire of the Sun                           | Říše slunce                               | Richard Cobb           | - Anthony Curtis - Polly Devlin - John Fuller - Ted Rowlands                       |
| 1984 | Julian Barnes         | Flaubert's Parrot                           | Flaubertův papoušek                       | Richard Cobb           | - Anthony Curtis - Polly Devlin - John Fuller - Ted Rowlands                       |
| 1984 | Anita Desai           | In Custody                                  |                                           | Richard Cobb           | - Anthony Curtis - Polly Devlin - John Fuller - Ted Rowlands                       |
| 1984 | Penelope Lively       | According to Mark                           |                                           | Richard Cobb           | - Anthony Curtis - Polly Devlin - John Fuller - Ted Rowlands                       |
| 1984 | David Lodge           | Small World                                 | Svět je malý                              | Richard Cobb           | - Anthony Curtis - Polly Devlin - John Fuller - Ted Rowlands                       |
| 1985 | Keri Hulme            | The Bone People                             |                                           | Norman St John-Stevas  | - Nina Bawden - J. W. Lambert - Joanna Lumley - Marina Warner                      |
| 1985 | Peter Carey           | Illywhacker                                 |                                           | Norman St John-Stevas  | - Nina Bawden - J. W. Lambert - Joanna Lumley - Marina Warner                      |
| 1985 | J. L. Carr            | The Battle of Pollocks Crossing             |                                           | Norman St John-Stevas  | - Nina Bawden - J. W. Lambert - Joanna Lumley - Marina Warner                      |
| 1985 | Doris Lessing         | The Good Terrorist                          |                                           | Norman St John-Stevas  | - Nina Bawden - J. W. Lambert - Joanna Lumley - Marina Warner                      |
| 1985 | Jan Morris            | Last Letters from Hav                       |                                           | Norman St John-Stevas  | - Nina Bawden - J. W. Lambert - Joanna Lumley - Marina Warner                      |
| 1985 | Iris Murdoch          | The Good Apprentice                         |                                           | Norman St John-Stevas  | - Nina Bawden - J. W. Lambert - Joanna Lumley - Marina Warner                      |
| 1986 | Kingsley Amis         | The Old Devils                              | Staří parťáci                             | Anthony Thwaite        | - Edna Healey - Isabel Quigley - Gillian Reynolds - Bernice Rubens                 |
| 1986 | Margaret Atwood       | The Handmaid's Tale                         | Příběh služebnice                         | Anthony Thwaite        | - Edna Healey - Isabel Quigley - Gillian Reynolds - Bernice Rubens                 |
| 1986 | Paul Bailey           | Gabriel's Lament                            |                                           | Anthony Thwaite        | - Edna Healey - Isabel Quigley - Gillian Reynolds - Bernice Rubens                 |
| 1986 | Robertson Davies      | What's Bred in the Bone                     | Krev se nezapře                           | Anthony Thwaite        | - Edna Healey - Isabel Quigley - Gillian Reynolds - Bernice Rubens                 |
| 1986 | Kazuo Ishiguro        | An Artist of the Floating World             | Malíř pomíjivého světa                    | Anthony Thwaite        | - Edna Healey - Isabel Quigley - Gillian Reynolds - Bernice Rubens                 |
| 1986 | Timothy Mo            | An Insular Possession                       |                                           | Anthony Thwaite        | - Edna Healey - Isabel Quigley - Gillian Reynolds - Bernice Rubens                 |
| 1987 | Penelope Lively       | Moon Tiger                                  | Měsíční tygr                              | P. D. James            | - Lady Selina Hastings - Allan Massie - Trevor McDonald - John B. Thompson         |
| 1987 | Chinua Achebe         | Anthills of the Savannah                    |                                           | P. D. James            | - Lady Selina Hastings - Allan Massie - Trevor McDonald - John B. Thompson         |
| 1987 | Peter Ackroyd         | Chatterton                                  |                                           | P. D. James            | - Lady Selina Hastings - Allan Massie - Trevor McDonald - John B. Thompson         |
| 1987 | Nina Bawden           | Circles of Deceit                           |                                           | P. D. James            | - Lady Selina Hastings - Allan Massie - Trevor McDonald - John B. Thompson         |
| 1987 | Brian Moore           | The Colour of Blood                         |                                           | P. D. James            | - Lady Selina Hastings - Allan Massie - Trevor McDonald - John B. Thompson         |
| 1987 | Iris Murdoch          | The Book and the Brotherhood                |                                           | P. D. James            | - Lady Selina Hastings - Allan Massie - Trevor McDonald - John B. Thompson         |
| 1988 | Peter Carey           | Oscar and Lucinda                           | Oskar a Lucinda                           | Michael Foot           | - Sebastian Faulks - Philip French - Blake Morrison - Rose Tremain                 |
| 1988 | Bruce Chatwin         | Utz                                         | Utz                                       | Michael Foot           | - Sebastian Faulks - Philip French - Blake Morrison - Rose Tremain                 |
| 1988 | Penelope Fitzgerald   | The Beginning of Spring                     |                                           | Michael Foot           | - Sebastian Faulks - Philip French - Blake Morrison - Rose Tremain                 |
| 1988 | David Lodge           | Nice Work                                   | Pěkná práce                               | Michael Foot           | - Sebastian Faulks - Philip French - Blake Morrison - Rose Tremain                 |
| 1988 | Salman Rushdie        | The Satanic Verses                          | Satanské verše                            | Michael Foot           | - Sebastian Faulks - Philip French - Blake Morrison - Rose Tremain                 |
| 1988 | Marina Warner         | The Lost Father                             |                                           | Michael Foot           | - Sebastian Faulks - Philip French - Blake Morrison - Rose Tremain                 |
| 1989 | Kazuo Ishiguro        | The Remains of the Day                      | Soumrak dne                               | David Lodge            | - Maggie Gee - Helen McNeil - David Profumo - Edmund White                         |
| 1989 | Margaret Atwood       | Cat's Eye                                   | Kočičí oko                                | David Lodge            | - Maggie Gee - Helen McNeil - David Profumo - Edmund White                         |
| 1989 | John Banville         | The Book of Evidence                        | Kniha doličná                             | David Lodge            | - Maggie Gee - Helen McNeil - David Profumo - Edmund White                         |
| 1989 | Sybille Bedford       | Jigsaw                                      |                                           | David Lodge            | - Maggie Gee - Helen McNeil - David Profumo - Edmund White                         |
| 1989 | James Kelman          | A Disaffection                              |                                           | David Lodge            | - Maggie Gee - Helen McNeil - David Profumo - Edmund White                         |
| 1989 | Rose Tremain          | Restoration                                 | Navrácená milost                          | David Lodge            | - Maggie Gee - Helen McNeil - David Profumo - Edmund White                         |
| 1990 | A. S. Byatt           | Possession: A Romance                       | Posedlost                                 | Denis Forman           | - Susannah Clapp - A. Walton Litz - Hilary Mantel - Kate Saunders                  |
| 1990 | Beryl Bainbridgeová   | An Awfully Big Adventure                    |                                           | Denis Forman           | - Susannah Clapp - A. Walton Litz - Hilary Mantel - Kate Saunders                  |
| 1990 | Penelope Fitzgerald   | The Gate of Angels                          |                                           | Denis Forman           | - Susannah Clapp - A. Walton Litz - Hilary Mantel - Kate Saunders                  |
| 1990 | John McGahern         | Amongst Women                               | Mezi ženami                               | Denis Forman           | - Susannah Clapp - A. Walton Litz - Hilary Mantel - Kate Saunders                  |
| 1990 | Brian Moore           | Lies of Silence                             |                                           | Denis Forman           | - Susannah Clapp - A. Walton Litz - Hilary Mantel - Kate Saunders                  |
| 1990 | Mordecai Richler      | Solomon Gursky Was Here                     | Byl tu Šalomoun Gursky                    | Denis Forman           | - Susannah Clapp - A. Walton Litz - Hilary Mantel - Kate Saunders                  |
| 1991 | Ben Okri              | The Famished Road                           | Hladová cesta                             | Jeremy Treglown        | - Penelope Fitzgerald - Jonathan Keates - Nicholas Mosley - Ann Schlee             |
| 1991 | Martin Amis           | Time's Arrow                                | Šíp času                                  | Jeremy Treglown        | - Penelope Fitzgerald - Jonathan Keates - Nicholas Mosley - Ann Schlee             |
| 1991 | Roddy Doyle           | The Van                                     |                                           | Jeremy Treglown        | - Penelope Fitzgerald - Jonathan Keates - Nicholas Mosley - Ann Schlee             |
| 1991 | Rohinton Mistry       | Such a Long Journey                         |                                           | Jeremy Treglown        | - Penelope Fitzgerald - Jonathan Keates - Nicholas Mosley - Ann Schlee             |
| 1991 | Timothy Mo            | The Redundancy of Courage                   |                                           | Jeremy Treglown        | - Penelope Fitzgerald - Jonathan Keates - Nicholas Mosley - Ann Schlee             |
| 1991 | William Trevor        | Reading Turgenev                            | Čtenáři Turgeněva                         | Jeremy Treglown        | - Penelope Fitzgerald - Jonathan Keates - Nicholas Mosley - Ann Schlee             |
| 1992 | Michael Ondaatje      | The English Patient                         | Anglický pacient                          | Victoria Glendinning   | - John Coldstream - Valentine Cunningham - Harriet Harvey Wood - Mark Lawson       |
| 1992 | Barry Unsworth        | Sacred Hunger                               |                                           | Victoria Glendinning   | - John Coldstream - Valentine Cunningham - Harriet Harvey Wood - Mark Lawson       |
| 1992 | Christopher Hope      | Serenity House                              |                                           | Victoria Glendinning   | - John Coldstream - Valentine Cunningham - Harriet Harvey Wood - Mark Lawson       |
| 1992 | Patrick McCabe        | The Butcher Boy                             | Řeznickej kluk                            | Victoria Glendinning   | - John Coldstream - Valentine Cunningham - Harriet Harvey Wood - Mark Lawson       |
| 1992 | Ian McEwan            | Black Dogs                                  | Černí psi                                 | Victoria Glendinning   | - John Coldstream - Valentine Cunningham - Harriet Harvey Wood - Mark Lawson       |
| 1992 | Michèle Roberts       | Daughters of the House                      |                                           | Victoria Glendinning   | - John Coldstream - Valentine Cunningham - Harriet Harvey Wood - Mark Lawson       |
| 1993 | Roddy Doyle           | Paddy Clarke Ha Ha Ha                       | Paddy Clarke cha cha chá                  | Lord Gowrie            | - Gillian Beer - Anne Chisholm - Nicholas Clee - Olivier Todd                      |
| 1993 | Tibor Fischer         | Under the Frog                              | Pod žabí prdelí                           | Lord Gowrie            | - Gillian Beer - Anne Chisholm - Nicholas Clee - Olivier Todd                      |
| 1993 | Michael Ignatieff     | Scar Tissue                                 |                                           | Lord Gowrie            | - Gillian Beer - Anne Chisholm - Nicholas Clee - Olivier Todd                      |
| 1993 | David Malouf          | Remembering Babylon                         | Vzpomínka na Babylon                      | Lord Gowrie            | - Gillian Beer - Anne Chisholm - Nicholas Clee - Olivier Todd                      |
| 1993 | Caryl Phillips        | Crossing the River                          |                                           | Lord Gowrie            | - Gillian Beer - Anne Chisholm - Nicholas Clee - Olivier Todd                      |
| 1993 | Carol Shields         | The Stone Diaries                           | Deníky tesané do kamene                   | Lord Gowrie            | - Gillian Beer - Anne Chisholm - Nicholas Clee - Olivier Todd                      |
| 1994 | James Kelman          | How late it was, how late                   |                                           | John Bayley            | - Julia Neuberger - Alastair Niven - Alan Taylor - James Wood                      |
| 1994 | Romesh Gunesekera     | Reef                                        | Útes                                      | John Bayley            | - Julia Neuberger - Alastair Niven - Alan Taylor - James Wood                      |
| 1994 | Abdulrazak Gurnah     | Paradise                                    |                                           | John Bayley            | - Julia Neuberger - Alastair Niven - Alan Taylor - James Wood                      |
| 1994 | Alan Hollinghurst     | The Folding Star                            |                                           | John Bayley            | - Julia Neuberger - Alastair Niven - Alan Taylor - James Wood                      |
| 1994 | George Mackay Brown   | Beside the Ocean of Time                    |                                           | John Bayley            | - Julia Neuberger - Alastair Niven - Alan Taylor - James Wood                      |
| 1994 | Jill Paton Walsh      | Knowledge of Angels                         |                                           | John Bayley            | - Julia Neuberger - Alastair Niven - Alan Taylor - James Wood                      |
| 1995 | Pat Barker            | The Ghost Road                              |                                           | George Walden          | - Kate Kellaway - Peter Kemp - Adam Mars-Jones - Ruth Rendell                      |
| 1995 | Justin Cartwright     | In Every Face I Meet                        |                                           | George Walden          | - Kate Kellaway - Peter Kemp - Adam Mars-Jones - Ruth Rendell                      |
| 1995 | Salman Rushdie        | The Moor's Last Sigh                        | Maurův poslední vzdech                    | George Walden          | - Kate Kellaway - Peter Kemp - Adam Mars-Jones - Ruth Rendell                      |
| 1995 | Barry Unsworth        | Morality Play                               | Kdo zabil Tomáše Wellse                   | George Walden          | - Kate Kellaway - Peter Kemp - Adam Mars-Jones - Ruth Rendell                      |
| 1995 | Tim Winton            | The Riders                                  |                                           | George Walden          | - Kate Kellaway - Peter Kemp - Adam Mars-Jones - Ruth Rendell                      |
| 1996 | Graham Swift          | Last Orders                                 | Poslední přání                            | Carmen Callil          | - Jonathan Coe - Ian Jack - A. L. Kennedy - A. N. Wilson                           |
| 1996 | Margaret Atwood       | Alias Grace                                 | Alias Grace                               | Carmen Callil          | - Jonathan Coe - Ian Jack - A. L. Kennedy - A. N. Wilson                           |
| 1996 | Beryl Bainbridgeová   | Every Man for Himself                       | Zachraň se, kdo můžeš                     | Carmen Callil          | - Jonathan Coe - Ian Jack - A. L. Kennedy - A. N. Wilson                           |
| 1996 | Seamus Deane          | Reading in the Dark                         | Tápání ve tmě                             | Carmen Callil          | - Jonathan Coe - Ian Jack - A. L. Kennedy - A. N. Wilson                           |
| 1996 | Shena Mackay          | The Orchard on Fire                         |                                           | Carmen Callil          | - Jonathan Coe - Ian Jack - A. L. Kennedy - A. N. Wilson                           |
| 1996 | Rohinton Mistry       | A Fine Balance                              | Křehká rovnováha                          | Carmen Callil          | - Jonathan Coe - Ian Jack - A. L. Kennedy - A. N. Wilson                           |
| 1997 | Arundhati Roy         | The God of Small Things                     | Bůh maličkostí                            | Gillian Beer           | - Rachel Billington - Jason Cowley - Jan Dalley - Dan Jacobson                     |
| 1997 | Jim Crace             | Quarantine                                  |                                           | Gillian Beer           | - Rachel Billington - Jason Cowley - Jan Dalley - Dan Jacobson                     |
| 1997 | Mick Jackson          | The Underground Man                         | Muž z podzemí                             | Gillian Beer           | - Rachel Billington - Jason Cowley - Jan Dalley - Dan Jacobson                     |
| 1997 | Bernard MacLaverty    | Grace Notes                                 |                                           | Gillian Beer           | - Rachel Billington - Jason Cowley - Jan Dalley - Dan Jacobson                     |
| 1997 | Tim Parks             | Europa                                      |                                           | Gillian Beer           | - Rachel Billington - Jason Cowley - Jan Dalley - Dan Jacobson                     |
| 1997 | Madeleine St John     | The Essence of the Thing                    |                                           | Gillian Beer           | - Rachel Billington - Jason Cowley - Jan Dalley - Dan Jacobson                     |
| 1998 | Ian McEwan            | Amsterdam                                   | Amsterodam                                | Douglas Hurd           | - Valentine Cunningham - Penelope Fitzgerald - Miriam Gross - Nigella Lawson       |
| 1998 | Beryl Bainbridgeová   | Master Georgie                              |                                           | Douglas Hurd           | - Valentine Cunningham - Penelope Fitzgerald - Miriam Gross - Nigella Lawson       |
| 1998 | Julian Barnes         | England, England                            |                                           | Douglas Hurd           | - Valentine Cunningham - Penelope Fitzgerald - Miriam Gross - Nigella Lawson       |
| 1998 | Martin Booth          | The Industry of Souls                       |                                           | Douglas Hurd           | - Valentine Cunningham - Penelope Fitzgerald - Miriam Gross - Nigella Lawson       |
| 1998 | Patrick McCabe        | Breakfast on Pluto                          | Snídaně na Plutu                          | Douglas Hurd           | - Valentine Cunningham - Penelope Fitzgerald - Miriam Gross - Nigella Lawson       |
| 1998 | Magnus Mills          | The Restraint of Beasts                     | Ohrady pro zvířata                        | Douglas Hurd           | - Valentine Cunningham - Penelope Fitzgerald - Miriam Gross - Nigella Lawson       |
| 1999 | J. M. Coetzee         | Disgrace                                    | Hanebnost                                 | Gerald Kaufman         | - Shena Mackay - John Sutherland - Boyd Tonkin - Natasha Walter                    |
| 1999 | Anita Desai           | Fasting, Feasting                           |                                           | Gerald Kaufman         | - Shena Mackay - John Sutherland - Boyd Tonkin - Natasha Walter                    |
| 1999 | Michael Frayn         | Headlong                                    | Po hlavě                                  | Gerald Kaufman         | - Shena Mackay - John Sutherland - Boyd Tonkin - Natasha Walter                    |
| 1999 | Andrew O'Hagan        | Our Fathers                                 | Naši otcové                               | Gerald Kaufman         | - Shena Mackay - John Sutherland - Boyd Tonkin - Natasha Walter                    |
| 1999 | Ahdaf Soueif          | The Map of Love                             |                                           | Gerald Kaufman         | - Shena Mackay - John Sutherland - Boyd Tonkin - Natasha Walter                    |
| 1999 | Colm Tóibín           | The Blackwater Lightship                    |                                           | Gerald Kaufman         | - Shena Mackay - John Sutherland - Boyd Tonkin - Natasha Walter                    |
| 2000 | Margaret Atwood       | The Blind Assassin                          | Slepý vrah                                | Simon Jenkins          | - Roy Foster - Mariella Frostrup - Caroline Gascoigne - Rose Tremain               |
| 2000 | Trezza Azzopardi      | The Hiding Place                            |                                           | Simon Jenkins          | - Roy Foster - Mariella Frostrup - Caroline Gascoigne - Rose Tremain               |
| 2000 | Michael Collins       | The Keepers of Truth                        |                                           | Simon Jenkins          | - Roy Foster - Mariella Frostrup - Caroline Gascoigne - Rose Tremain               |
| 2000 | Kazuo Ishiguro        | When We Were Orphans                        | Když jsme byli sirotci                    | Simon Jenkins          | - Roy Foster - Mariella Frostrup - Caroline Gascoigne - Rose Tremain               |
| 2000 | Matthew Kneale        | English Passengers                          | Angličtí pasažéři                         | Simon Jenkins          | - Roy Foster - Mariella Frostrup - Caroline Gascoigne - Rose Tremain               |
| 2000 | Brian O'Doherty       | The Deposition of Father McGreevy           | Výpověď otce McGreevyho                   | Simon Jenkins          | - Roy Foster - Mariella Frostrup - Caroline Gascoigne - Rose Tremain               |
| 2001 | Peter Carey           | True History of the Kelly Gang              | Pravdivý příběh Neda Kellyho a jeho bandy | Kenneth Baker          | - Philip Hensher - Michèle Roberts - Kate Summerscale - Rory Watson                |
| 2001 | Ian McEwan            | Atonement                                   | Pokání                                    | Kenneth Baker          | - Philip Hensher - Michèle Roberts - Kate Summerscale - Rory Watson                |
| 2001 | Andrew Miller         | Oxygen                                      |                                           | Kenneth Baker          | - Philip Hensher - Michèle Roberts - Kate Summerscale - Rory Watson                |
| 2001 | David Mitchell        | number9dream                                | Sencislo9                                 | Kenneth Baker          | - Philip Hensher - Michèle Roberts - Kate Summerscale - Rory Watson                |
| 2001 | Rachel Seiffert       | The Dark Room                               | Temná komora                              | Kenneth Baker          | - Philip Hensher - Michèle Roberts - Kate Summerscale - Rory Watson                |
| 2001 | Ali Smith             | Hotel World                                 | Hotel svět                                | Kenneth Baker          | - Philip Hensher - Michèle Roberts - Kate Summerscale - Rory Watson                |
| 2002 | Yann Martel           | Life of Pi                                  | Pí a jeho život                           | Lisa Jardine           | - David Baddiel - Russell Celyn Jones - Salley Vickers - Erica Wagner              |
| 2002 | Rohinton Mistry       | Family Matters                              |                                           | Lisa Jardine           | - David Baddiel - Russell Celyn Jones - Salley Vickers - Erica Wagner              |
| 2002 | Carol Shields         | Unless                                      | Ledaže                                    | Lisa Jardine           | - David Baddiel - Russell Celyn Jones - Salley Vickers - Erica Wagner              |
| 2002 | William Trevor        | The Story of Lucy Gault                     | Příběh Lucy Gaultové                      | Lisa Jardine           | - David Baddiel - Russell Celyn Jones - Salley Vickers - Erica Wagner              |
| 2002 | Sarah Waters          | Fingersmith                                 | Zlodějka                                  | Lisa Jardine           | - David Baddiel - Russell Celyn Jones - Salley Vickers - Erica Wagner              |
| 2002 | Tim Winton            | Dirt Music                                  | Tep prachu                                | Lisa Jardine           | - David Baddiel - Russell Celyn Jones - Salley Vickers - Erica Wagner              |
| 2003 | DBC Pierre            | Vernon God Little                           | Vernon Bůh Little                         | John Carey             | - A. C. Grayling - Francine Stock - Rebecca Stephens - D. J. Taylor                |
| 2003 | Monica Ali            | Brick Lane                                  | Ve čtvrti Brick Lane                      | John Carey             | - A. C. Grayling - Francine Stock - Rebecca Stephens - D. J. Taylor                |
| 2003 | Margaret Atwood       | Oryx and Crake                              | Přežívá nejsmutnější                      | John Carey             | - A. C. Grayling - Francine Stock - Rebecca Stephens - D. J. Taylor                |
| 2003 | Damon Galgut          | The Good Doctor                             |                                           | John Carey             | - A. C. Grayling - Francine Stock - Rebecca Stephens - D. J. Taylor                |
| 2003 | Zoë Heller            | Notes on a Scandal                          | Zápisky o skandálu                        | John Carey             | - A. C. Grayling - Francine Stock - Rebecca Stephens - D. J. Taylor                |
| 2003 | Clare Morrall         | Astonishing Splashes of Colour              |                                           | John Carey             | - A. C. Grayling - Francine Stock - Rebecca Stephens - D. J. Taylor                |
| 2004 | Alan Hollinghurst     | The Line of Beauty                          | Linie krásy                               | Chris Smith            | - Tibor Fischer - Robert Macfarlane - Rowan Pelling - Fiammetta Rocco              |
| 2004 | Achmat Dangor         | Bitter Fruit                                |                                           | Chris Smith            | - Tibor Fischer - Robert Macfarlane - Rowan Pelling - Fiammetta Rocco              |
| 2004 | Sarah Hall            | The Electric Michelangelo                   | Elektrický Michelangelo                   | Chris Smith            | - Tibor Fischer - Robert Macfarlane - Rowan Pelling - Fiammetta Rocco              |
| 2004 | David Mitchell        | Cloud Atlas                                 | Atlas mraků                               | Chris Smith            | - Tibor Fischer - Robert Macfarlane - Rowan Pelling - Fiammetta Rocco              |
| 2004 | Colm Tóibín           | The Master                                  | Mistr                                     | Chris Smith            | - Tibor Fischer - Robert Macfarlane - Rowan Pelling - Fiammetta Rocco              |
| 2004 | Gerard Woodward       | I'll Go to Bed at Noon                      |                                           | Chris Smith            | - Tibor Fischer - Robert Macfarlane - Rowan Pelling - Fiammetta Rocco              |
| 2005 | John Banville         | The Sea                                     | Moře                                      | John Sutherland        | - Lindsay Duguid - Rick Gekoski - Josephine Hart - David Sexton                    |
| 2005 | Julian Barnes         | Arthur & George                             | Arthur & George                           | John Sutherland        | - Lindsay Duguid - Rick Gekoski - Josephine Hart - David Sexton                    |
| 2005 | Sebastian Barry       | A Long Long Way                             |                                           | John Sutherland        | - Lindsay Duguid - Rick Gekoski - Josephine Hart - David Sexton                    |
| 2005 | Kazuo Ishiguro        | Never Let Me Go                             | Neopouštěj mě                             | John Sutherland        | - Lindsay Duguid - Rick Gekoski - Josephine Hart - David Sexton                    |
| 2005 | Ali Smith             | The Accidental                              |                                           | John Sutherland        | - Lindsay Duguid - Rick Gekoski - Josephine Hart - David Sexton                    |
| 2005 | Zadie Smith           | On Beauty                                   | O kráse                                   | John Sutherland        | - Lindsay Duguid - Rick Gekoski - Josephine Hart - David Sexton                    |
| 2006 | Kiran Desai           | The Inheritance of Loss                     | Dědictví ztráty                           | Hermione Lee           | - Simon Armitage - Candia McWilliam - Antony Quinn - Fiona Shaw                    |
| 2006 | Kate Grenville        | The Secret River                            |                                           | Hermione Lee           | - Simon Armitage - Candia McWilliam - Antony Quinn - Fiona Shaw                    |
| 2006 | M. J. Hyland          | Carry Me Down                               |                                           | Hermione Lee           | - Simon Armitage - Candia McWilliam - Antony Quinn - Fiona Shaw                    |
| 2006 | Hisham Matar          | In the Country of Men                       | V zemi mužů                               | Hermione Lee           | - Simon Armitage - Candia McWilliam - Antony Quinn - Fiona Shaw                    |
| 2006 | Edward St Aubyn       | Mother's Milk                               | Patrick Melrose II.                       | Hermione Lee           | - Simon Armitage - Candia McWilliam - Antony Quinn - Fiona Shaw                    |
| 2006 | Sarah Waters          | The Night Watch                             | Noční hlídka                              | Hermione Lee           | - Simon Armitage - Candia McWilliam - Antony Quinn - Fiona Shaw                    |
| 2007 | Anne Enrightová       | The Gathering                               | Shledání                                  | Howard Davies          | - Wendy Cope - Giles Foden - Ruth Scurr - Imogen Stubbs                            |
| 2007 | Nicola Barker         | Darkmans                                    |                                           | Howard Davies          | - Wendy Cope - Giles Foden - Ruth Scurr - Imogen Stubbs                            |
| 2007 | Mohsin Hamid          | The Reluctant Fundamentalist                |                                           | Howard Davies          | - Wendy Cope - Giles Foden - Ruth Scurr - Imogen Stubbs                            |
| 2007 | Lloyd Jones           | Mister Pip                                  | Pan Pip                                   | Howard Davies          | - Wendy Cope - Giles Foden - Ruth Scurr - Imogen Stubbs                            |
| 2007 | Ian McEwan            | On Chesil Beach                             | Na Chesilské pláži                        | Howard Davies          | - Wendy Cope - Giles Foden - Ruth Scurr - Imogen Stubbs                            |
| 2007 | Indra Sinha           | Animal's People                             |                                           | Howard Davies          | - Wendy Cope - Giles Foden - Ruth Scurr - Imogen Stubbs                            |
| 2008 | Aravind Adiga         | The White Tiger                             | Bílý tygr                                 | Michael Portillo       | - Alex Clark - Louise Doughty - James Heneage - Hardeep Singh Kohli                |
| 2008 | Sebastian Barry       | The Secret Scripture                        | Tajný deník                               | Michael Portillo       | - Alex Clark - Louise Doughty - James Heneage - Hardeep Singh Kohli                |
| 2008 | Amitav Ghosh          | Sea of Poppies                              |                                           | Michael Portillo       | - Alex Clark - Louise Doughty - James Heneage - Hardeep Singh Kohli                |
| 2008 | Linda Grant           | The Clothes on Their Backs                  | Nic než šaty                              | Michael Portillo       | - Alex Clark - Louise Doughty - James Heneage - Hardeep Singh Kohli                |
| 2008 | Philip Hensher        | The Northern Clemency                       |                                           | Michael Portillo       | - Alex Clark - Louise Doughty - James Heneage - Hardeep Singh Kohli                |
| 2008 | Steve Toltz           | A Fraction of the Whole                     | Zlomek celku                              | Michael Portillo       | - Alex Clark - Louise Doughty - James Heneage - Hardeep Singh Kohli                |
| 2009 | Hilary Mantel         | Wolf Hall                                   | Wolf Hall                                 | James Naughtie         | - Lucasta Miller - John Mullan - Sue Perkins - Michael Prodger                     |
| 2009 | A. S. Byatt           | The Children's Book                         |                                           | James Naughtie         | - Lucasta Miller - John Mullan - Sue Perkins - Michael Prodger                     |
| 2009 | J. M. Coetzee         | Summertime                                  | Zrání                                     | James Naughtie         | - Lucasta Miller - John Mullan - Sue Perkins - Michael Prodger                     |
| 2009 | Adam Foulds           | The Quickening Maze                         | Vířící bludiště                           | James Naughtie         | - Lucasta Miller - John Mullan - Sue Perkins - Michael Prodger                     |
| 2009 | Simon Mawer           | The Glass Room                              | Skleněný pokoj                            | James Naughtie         | - Lucasta Miller - John Mullan - Sue Perkins - Michael Prodger                     |
| 2009 | Sarah Waters          | The Little Stranger                         | Malý vetřelec                             | James Naughtie         | - Lucasta Miller - John Mullan - Sue Perkins - Michael Prodger                     |
| 2010 | Howard Jacobson       | The Finkler Question                        | Finklerovská otázka                       | Andrew Motion          | - Rosie Blau - Deborah Bull - Tom Sutcliffe - Frances Wilson                       |
| 2010 | Peter Carey           | Parrot and Olivier in America               | Parrot a Olivier v Americe                | Andrew Motion          | - Rosie Blau - Deborah Bull - Tom Sutcliffe - Frances Wilson                       |
| 2010 | Emma Donoghue         | Room                                        | Pokoj                                     | Andrew Motion          | - Rosie Blau - Deborah Bull - Tom Sutcliffe - Frances Wilson                       |
| 2010 | Damon Galgut          | In a Strange Room                           |                                           | Andrew Motion          | - Rosie Blau - Deborah Bull - Tom Sutcliffe - Frances Wilson                       |
| 2010 | Andrea Levy           | The Long Song                               |                                           | Andrew Motion          | - Rosie Blau - Deborah Bull - Tom Sutcliffe - Frances Wilson                       |
| 2010 | Tom McCarthy          | C                                           | C                                         | Andrew Motion          | - Rosie Blau - Deborah Bull - Tom Sutcliffe - Frances Wilson                       |
| 2011 | Julian Barnes         | The Sense of an Ending                      | Vědomí konce                              | Stella Rimington       | - Matthew d'Ancona - Susan Hill - Chris Mullin - Gaby Wood                         |
| 2011 | Carol Birch           | Jamrach's Menagerie                         | Jamrachův zvěřinec                        | Stella Rimington       | - Matthew d'Ancona - Susan Hill - Chris Mullin - Gaby Wood                         |
| 2011 | Patrick deWitt        | The Sisters Brothers                        | Bratři Sesterové                          | Stella Rimington       | - Matthew d'Ancona - Susan Hill - Chris Mullin - Gaby Wood                         |
| 2011 | Esi Edugyan           | Half-Blood Blues                            |                                           | Stella Rimington       | - Matthew d'Ancona - Susan Hill - Chris Mullin - Gaby Wood                         |
| 2011 | Stephen Kelman        | Pigeon English                              | Dobré ráno, Harri                         | Stella Rimington       | - Matthew d'Ancona - Susan Hill - Chris Mullin - Gaby Wood                         |
| 2011 | A D Miller            | Snowdrops                                   | Sněženky                                  | Stella Rimington       | - Matthew d'Ancona - Susan Hill - Chris Mullin - Gaby Wood                         |
| 2012 | Hilary Mantel         | Bring Up the Bodies                         | Předveďte mrtvé                           | Peter Stothard         | - Dinah Birch - Dan Stevens - Amanda Foreman - Bharat Tandon                       |
| 2012 | Tan Twan Eng          | The Garden of Evening Mists                 |                                           | Peter Stothard         | - Dinah Birch - Dan Stevens - Amanda Foreman - Bharat Tandon                       |
| 2012 | Deborah Levy          | Swimming Home                               | Doplavat domů                             | Peter Stothard         | - Dinah Birch - Dan Stevens - Amanda Foreman - Bharat Tandon                       |
| 2012 | Alison Moore          | The Lighthouse                              |                                           | Peter Stothard         | - Dinah Birch - Dan Stevens - Amanda Foreman - Bharat Tandon                       |
| 2012 | Will Self             | Umbrella                                    | Deštník                                   | Peter Stothard         | - Dinah Birch - Dan Stevens - Amanda Foreman - Bharat Tandon                       |
| 2012 | Jeet Thayil           | Narcopolis                                  |                                           | Peter Stothard         | - Dinah Birch - Dan Stevens - Amanda Foreman - Bharat Tandon                       |
| 2013 | Eleanor Catton        | The Luminaries                              | Nebeská tělesa                            | Robert Macfarlane      | - Robert Douglas-Fairhurst - Natalie Haynes - Martha Kearney - Stuart Kelly        |
| 2013 | NoViolet Bulawayo     | We Need New Names                           | Chtělo by to nový jména                   | Robert Macfarlane      | - Robert Douglas-Fairhurst - Natalie Haynes - Martha Kearney - Stuart Kelly        |
| 2013 | Jim Crace             | Harvest                                     |                                           | Robert Macfarlane      | - Robert Douglas-Fairhurst - Natalie Haynes - Martha Kearney - Stuart Kelly        |
| 2013 | Jhumpa Lahiri         | The Lowland                                 |                                           | Robert Macfarlane      | - Robert Douglas-Fairhurst - Natalie Haynes - Martha Kearney - Stuart Kelly        |
| 2013 | Ruth Ozeki            | A Tale for the Time Being                   | Hledání přítomného okamžiku               | Robert Macfarlane      | - Robert Douglas-Fairhurst - Natalie Haynes - Martha Kearney - Stuart Kelly        |
| 2013 | Colm Tóibín           | The Testament of Mary                       | Mariina závěť                             | Robert Macfarlane      | - Robert Douglas-Fairhurst - Natalie Haynes - Martha Kearney - Stuart Kelly        |
| 2014 | Richard Flanagan      | The Narrow Road to the Deep North           | Úzká stezka na daleký sever               | AC Grayling            | - Jonathan Bate - Sarah Churchwell - Daniel Glaser - Alastair Niven - Erica Wagner |
| 2014 | Joshua Ferris         | To Rise Again at a Decent Hour              | Vstát znovu se slepicema                  | AC Grayling            | - Jonathan Bate - Sarah Churchwell - Daniel Glaser - Alastair Niven - Erica Wagner |
| 2014 | Karen Joy Fowler      | We Are All Completely Beside Ourselves      | Všichni jsme z toho úplně na větvi        | AC Grayling            | - Jonathan Bate - Sarah Churchwell - Daniel Glaser - Alastair Niven - Erica Wagner |
| 2014 | Howard Jacobson       | J                                           |                                           | AC Grayling            | - Jonathan Bate - Sarah Churchwell - Daniel Glaser - Alastair Niven - Erica Wagner |
| 2014 | Neel Mukherjee        | The Lives of Others                         |                                           | AC Grayling            | - Jonathan Bate - Sarah Churchwell - Daniel Glaser - Alastair Niven - Erica Wagner |
| 2014 | Ali Smith             | How to be Both                              |                                           | AC Grayling            | - Jonathan Bate - Sarah Churchwell - Daniel Glaser - Alastair Niven - Erica Wagner |
| 2015 | Marlon James          | A Brief History of Seven Killings           |                                           | Michael Wood           | - John Burnside - Sam Leith - Frances Osborne - Ellah Wakatama Allfrey             |
| 2015 | Tom McCarthy          | Satin Island                                |                                           | Michael Wood           | - John Burnside - Sam Leith - Frances Osborne - Ellah Wakatama Allfrey             |
| 2015 | Chigozie Obioma       | The Fishermen                               |                                           | Michael Wood           | - John Burnside - Sam Leith - Frances Osborne - Ellah Wakatama Allfrey             |
| 2015 | Sunjeev Sahota        | The Year of the Runaways                    |                                           | Michael Wood           | - John Burnside - Sam Leith - Frances Osborne - Ellah Wakatama Allfrey             |
| 2015 | Anne Tylerová         | A Spool of Blue Thread                      | Špulka modré nitě                         | Michael Wood           | - John Burnside - Sam Leith - Frances Osborne - Ellah Wakatama Allfrey             |
| 2015 | Hanya Yanagihara      | A Little Life                               | Malý život                                | Michael Wood           | - John Burnside - Sam Leith - Frances Osborne - Ellah Wakatama Allfrey             |
| 2016 | Paul Beatty           | The Sellout                                 | Zaprodanec                                | Amanda Foreman         | - Jon Day - David Harsent - Olivia Williams - Abdulrazak Gurnah                    |
| 2016 | Deborah Levy          | Hot Milk                                    | Horké mléko                               | Amanda Foreman         | - Jon Day - David Harsent - Olivia Williams - Abdulrazak Gurnah                    |
| 2016 | Graeme Macrae Burnet  | His Bloody Project                          | Jeho krvavé dílo                          | Amanda Foreman         | - Jon Day - David Harsent - Olivia Williams - Abdulrazak Gurnah                    |
| 2016 | Ottessa Moshfegh      | Eileen                                      |                                           | Amanda Foreman         | - Jon Day - David Harsent - Olivia Williams - Abdulrazak Gurnah                    |
| 2016 | David Szalay          | All That Man Is                             | Co všechno je muž                         | Amanda Foreman         | - Jon Day - David Harsent - Olivia Williams - Abdulrazak Gurnah                    |
| 2016 | Madeleine Thien       | Do Not Say We Have Nothing                  | Neříkej, že nemáme nic                    | Amanda Foreman         | - Jon Day - David Harsent - Olivia Williams - Abdulrazak Gurnah                    |
| 2017 | George Saunders       | Lincoln in the Bardo                        | Lincoln v bardu                           | Margaret Omolola Young | - Lila Azam Zanganeh - Sarah Hall - Colin Thubron - Tom Phillips                   |
| 2017 | Paul Auster           | 4 3 2 1                                     |                                           | Margaret Omolola Young | - Lila Azam Zanganeh - Sarah Hall - Colin Thubron - Tom Phillips                   |
| 2017 | Emily Fridlund        | History of Wolves                           | Historie vlků                             | Margaret Omolola Young | - Lila Azam Zanganeh - Sarah Hall - Colin Thubron - Tom Phillips                   |
| 2017 | Mohsin Hamid          | Exit West                                   | Exit West                                 | Margaret Omolola Young | - Lila Azam Zanganeh - Sarah Hall - Colin Thubron - Tom Phillips                   |
| 2017 | Fiona Mozley          | Elmet                                       | Království Elmet                          | Margaret Omolola Young | - Lila Azam Zanganeh - Sarah Hall - Colin Thubron - Tom Phillips                   |
| 2017 | Ali Smith             | Autumn                                      |                                           | Margaret Omolola Young | - Lila Azam Zanganeh - Sarah Hall - Colin Thubron - Tom Phillips                   |
| 2018 | Anna Burnsová         | Milkman                                     | Mlíkař                                    | Kwame Anthony Appiah   | - Val McDermid - Leo Robson - Leanne Shaptonová - Jacqueline Roseová               |
| 2018 | Esi Edugyanová        | Washington Black                            |                                           | Kwame Anthony Appiah   | - Val McDermid - Leo Robson - Leanne Shaptonová - Jacqueline Roseová               |
| 2018 | Daisy Johnsonová      | Everything Under                            |                                           | Kwame Anthony Appiah   | - Val McDermid - Leo Robson - Leanne Shaptonová - Jacqueline Roseová               |
| 2018 | Rachel Kushnerová     | The Mars Room                               | Noční klub Mars                           | Kwame Anthony Appiah   | - Val McDermid - Leo Robson - Leanne Shaptonová - Jacqueline Roseová               |
| 2018 | Richard Powers        | The Overstory                               | Stromy znamenají svět                     | Kwame Anthony Appiah   | - Val McDermid - Leo Robson - Leanne Shaptonová - Jacqueline Roseová               |
| 2018 | Robin Robertson       | The Long Take                               |                                           | Kwame Anthony Appiah   | - Val McDermid - Leo Robson - Leanne Shaptonová - Jacqueline Roseová               |
| 2019 | Margaret Atwoodová    | The Testaments                              | Svědectví                                 | Peter Florence         | - Afua Hirschová - Liz Calderová - Xiaolu Guo - Joanna MacGregorová                |
| 2019 | Bernardine Evaristo   | Girl, Woman, Other                          | Dívka, žena, jiné                         | Peter Florence         | - Afua Hirschová - Liz Calderová - Xiaolu Guo - Joanna MacGregorová                |
| 2019 | Lucy Ellmannová       | Ducks, Newburyport                          |                                           | Peter Florence         | - Afua Hirschová - Liz Calderová - Xiaolu Guo - Joanna MacGregorová                |
| 2019 | Chigozie Obioma       | An Orchestra of Minorities                  |                                           | Peter Florence         | - Afua Hirschová - Liz Calderová - Xiaolu Guo - Joanna MacGregorová                |
| 2019 | Salman Rushdie        | Quichotte                                   | Quijote                                   | Peter Florence         | - Afua Hirschová - Liz Calderová - Xiaolu Guo - Joanna MacGregorová                |
| 2019 | Elif Shafak           | 10 Minutes 38 Seconds in This Strange World | 10 minut 38 vteřin                        | Peter Florence         | - Afua Hirschová - Liz Calderová - Xiaolu Guo - Joanna MacGregorová                |
| 2020 | Douglas Stuart        | Shuggie Bain                                | Shuggie Bain                              | Margaret Busbyová      | - Lee Child - Lemn Sissay - Sameer Rahim - Emily Wilsonová                         |
| 2020 | Diane Cooková         | The New Wilderness                          | Nová divočina                             | Margaret Busbyová      | - Lee Child - Lemn Sissay - Sameer Rahim - Emily Wilsonová                         |
| 2020 | Avni Doshiová         | Burnt Sugar                                 |                                           | Margaret Busbyová      | - Lee Child - Lemn Sissay - Sameer Rahim - Emily Wilsonová                         |
| 2020 | Tsitsi Dangarembgaová | This Mournable Body                         |                                           | Margaret Busbyová      | - Lee Child - Lemn Sissay - Sameer Rahim - Emily Wilsonová                         |
| 2020 | Maaza Mengisteová     | The Shadow King                             |                                           | Margaret Busbyová      | - Lee Child - Lemn Sissay - Sameer Rahim - Emily Wilsonová                         |
| 2020 | Brandon Taylor        | Real Life                                   |                                           | Margaret Busbyová      | - Lee Child - Lemn Sissay - Sameer Rahim - Emily Wilsonová                         |
| 2021 | Damon Galgut          | The Promise                                 | Slib                                      | Maya Jasanoffová       | - Horatia Harrod - Natascha McElhoneová - Chigozie Obioma - Rowan Williams         |
| 2021 | Anuk Arudpragasam     | A Passage North                             |                                           | Maya Jasanoffová       | - Horatia Harrod - Natascha McElhoneová - Chigozie Obioma - Rowan Williams         |
| 2021 | Patricia Lockwoodová  | No One Is Talking About This                | Nikdo o tom nemluví                       | Maya Jasanoffová       | - Horatia Harrod - Natascha McElhoneová - Chigozie Obioma - Rowan Williams         |
| 2021 | Nadifa Mohamedová     | The Fortune Men                             |                                           | Maya Jasanoffová       | - Horatia Harrod - Natascha McElhoneová - Chigozie Obioma - Rowan Williams         |
| 2021 | Richard Powers        | Bewilderment                                |                                           | Maya Jasanoffová       | - Horatia Harrod - Natascha McElhoneová - Chigozie Obioma - Rowan Williams         |
| 2021 | Maggie Shipsteadová   | Great Circle                                |                                           | Maya Jasanoffová       | - Horatia Harrod - Natascha McElhoneová - Chigozie Obioma - Rowan Williams         |
| 2022 | Šehan Karunatilaka    | The Seven Moons of Maali Almeida            |                                           | Neil MacGregor         | - Shahidha Bariová - Helen Castorová - M. John Harrison - Alain Mabanckou          |
| 2022 | NoViolet Bulawayová   | Glory                                       |                                           | Neil MacGregor         | - Shahidha Bariová - Helen Castorová - M. John Harrison - Alain Mabanckou          |
| 2022 | Percival Everett      | The Trees                                   | Jižanské stromy divné ovoce nesou         | Neil MacGregor         | - Shahidha Bariová - Helen Castorová - M. John Harrison - Alain Mabanckou          |
| 2022 | Alan Garner           | Treacle Walker                              |                                           | Neil MacGregor         | - Shahidha Bariová - Helen Castorová - M. John Harrison - Alain Mabanckou          |
| 2022 | Claire Keeganová      | Small Things Like These                     | Takové maličkosti                         | Neil MacGregor         | - Shahidha Bariová - Helen Castorová - M. John Harrison - Alain Mabanckou          |
| 2022 | Elizabeth Stroutová   | Oh William!                                 | Ach, William!                             | Neil MacGregor         | - Shahidha Bariová - Helen Castorová - M. John Harrison - Alain Mabanckou          |
| 2023 | Paul Lynch            | Prophet Song                                |                                           | Esi Edugyan            |                                                                                    |
| 2023 | Paul Murray           | The Bee Sting                               |                                           | Esi Edugyan            |                                                                                    |
| 2023 | Chetna Maroo          | Western Lane                                |                                           | Esi Edugyan            |                                                                                    |
| 2023 | Paul Harding          | This Other Eden                             |                                           | Esi Edugyan            |                                                                                    |
| 2023 | Jonathan Escoffery    | If I survive You                            |                                           | Esi Edugyan            |                                                                                    |
| 2023 | Sarah Bernstein       | Study of Obedience                          |                                           | Esi Edugyan            |                                                                                    |
| 2024 | Samantha Harvey       | Orbital                                     |                                           | Edmund de Waal         |                                                                                    |
| 2024 | Anne Michaels         | Held                                        |                                           | Edmund de Waal         |                                                                                    |
| 2024 | Rachel Kuschner       | Creation Lake                               |                                           | Edmund de Waal         |                                                                                    |
| 2024 | Percival Everett      | James                                       |                                           | Edmund de Waal         |                                                                                    |
| 2024 | Yael van den Wouden   | The Safekeep                                |                                           | Edmund de Waal         |                                                                                    |
| 2024 | Charlotte Wood        | Stone Yard Devotional                       |                                           | Edmund de Waal         |                                                                                    |